# Aba (Nymphe)
Aba (altgriechisch Ἄβα Ába) ist eine Najade der griechischen Mythologie.
Sie ist von Poseidon die Mutter des Ergiskos, des eponymen Heros der thrakischen Stadt Ergiske.